# Агнес Толстопятко
Агнес Толстопятко или Госпожа Пьяная-Помятая (англ. Agnes Crumplebottom) — сим и один из персонажей во вселенной The Sims. Она появлялась в четырёх частях основной серии. Почти во всех играх Мисс Толстопятко — NPC с уникальным поведенческим скриптом: она ругает и бьёт сумочкой симов, имевших неосторожность пофлиртовать на её глазах.

## Описание
В оригинальной The Sims Мисс Толстопятко — пожилая и обозлённая на жизнь вдова. Она впервые появилась вместе с выходом дополнения Hot Date. Мисс Толстопятко нападала на флиртующих симов и избивала их своей сумочкой. В дополнении «Vacation» есть предмет «Crumplebottom Chandelier» с описанием того, что когда-то люстра упала на её мужа Роберта Толстопятко и убила его.
В The Sims 2 допущены нелогичности, связанные с персонажем. В базовой версии игры без дополнений Мисс Толстопятко присутствует как мёртвая дальняя родственница в генеалогическом древе семьи Готов, учитывая что события второй части игры происходят через много лет после первой. То есть, согласно игровому канону, она умерла. Тем не менее Мисс Толстопятко появилась в качестве NPC в дополнении «Ночная Жизнь» и, как и в первой части, нападает на флиртующих симов или ан симов в купальниках. Госпожа Пьяная-Помятая также появляется в дополнении «Времена Года»: если сим неудачно загадает о любви у колодца желаний, из него может вылезти Агнес и избить персонажа.
В The Sims 3, чья хронология предшествует оригинальной The Sims Агнес Толстопятко — обычный сим, доступный как один из игровых персонажей. Согласно предыстории она — молодая вдова, потерявшая мужа Эрика Дарлинга во время их медового месяца. Агнес живёт в особняке, в котором видна недостроенная детская комната. Призрак мужа бродит по ночам в доме, если игрок будет искать для Агнес нового любовника, призрак мужа будет отпугивать его. The Sims 3 c выходом дополнения «Сверхъестественное» представила сестёр — ведьм Толстопятко, намекая на магические корни семьи. В играх появляются разные отсылки, намекающие на то, что предки и родственники Толстопятко принадлежат к старинному роду.
The Sims 4 предлагает отдельную вселенную, где Агнес Толстопятко — это неигровой персонаж из деревни Хенфорд-он-Бэгли в дополнении «Загордная Жизнь». Она вместе с жизнерадостной сестрой Агатой торгует в уличной лавке. Агнес начинает бить сумочкой флиртующих симов, её сестра наоборот пытается флиртовать с клиентами. Она также отчитывает персонажей, поэтому с ней тяжело наладить отношения и легко испортить. Её сестра Агата наоборот готова давать игровому персонажу разные квесты.

## Восприятие
Агнес Толстопятко признана фанатами одним из самых знаковых и любимых персонажей в серии. Агнес — одна из немногих симов, появляющихся в той или иной форме во всех играх основной серии. Несмотря на своё относительно редкое появление в играх, встреча с персонажем оставляла яркое впечатление у всех игроков или даже могла становиться для них «кошмаром». Редакция The Gamer заметила, что имя Толстопятко сразу же узнает каждый ветеран серии. Представили Screenrant приметили с сарказмом, что те, кому нравится Мисс Толстопятко, определённо обладают мрачным чувством юмора и «видят мир таким, какой он есть». Редакция также в своём рейтинге лучших персонажей вселенной The Sims поставила Агнес Толстопятко на первое место, называя её «определённо уникальной фигурой». Представитель Comic Book Resources назвал Мисс Толстопятко ещё даже более странным персонажем, чем Беллу Гот, учитывая её запутанную предысторию.
Из-за допущенных логических ошибок, связанных с историей персонажа в The Sims 2, в среде фанатов выдвигаются теории и ведутся споры, является ли Мисс Толстопятко из первой и второй частей одним и тем же персонажем. Согласно одной из признанных теорий, Госпожа Пьяная-Помятая в The Sims 2 — дальняя родственница Мисс Толстопятко из первой части с идентичной внешностью и поведением.